# Markus Falkenstein
Markus Falkenstein (* 16. August 1965) ist ein ehemaliger deutscher Fußballspieler.

## Karriere
Falkenstein spielte in seiner Jugend bei Rot-Weiß Oberhausen, dem MSV Duisburg und der SG Wattenscheid 09. Bei der SG schaffte er als 19-Jähriger den Sprung in den Profikader. Für die Mannschaft von der Lohrheide spielte er von 1984 bis 1988 in der 2. Bundesliga. Nach einem einjährigen Gastspiel bei Union Solingen wechselte er zu den Amateuren von Bayer 04 Leverkusen. Zur Saison 1992/93 wechselte er zu seinem Heimatverein Rot-Weiß Oberhausen in die Verbandsliga Niederrhein. Mit RWO schaffte er den Aufstieg in die Oberliga Nordrhein. Ein Jahr später ging er zu Hamborn 07. Mit den Duisburgern spielte er ebenfalls noch ein Jahr in der Oberliga.

## Nationalmannschaft
Falkenstein spielte neunmal für die Deutsche Jugendnationalmannschaft.

## Sonstiges
Nach seiner Karriere als Fußballer trainierte Falkenstein über viele Jahre erfolgreich verschiedene Jugendmannschaften des SV Schermbeck. 2012 übernahm er die U17 des Oberligisten VfL Rhede.